# Emil Brack

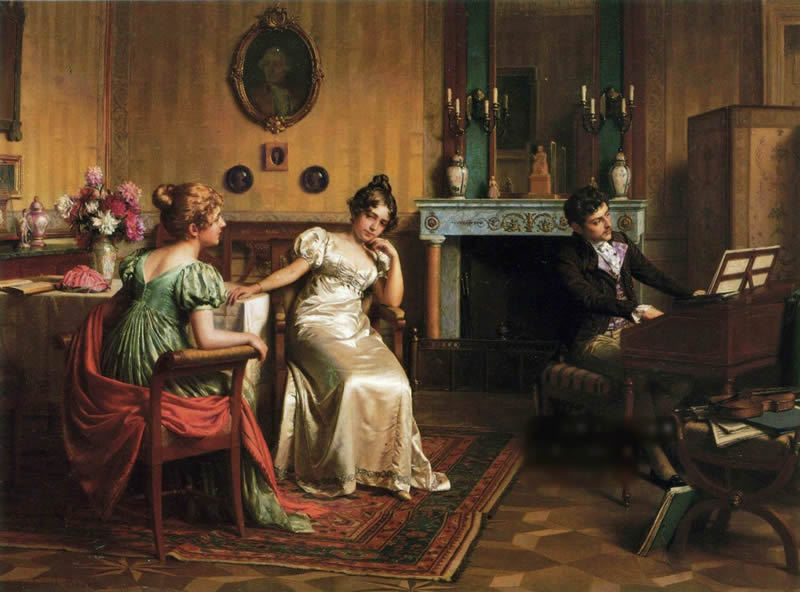
Die Musikstunde

Emil Brack (* 8. Dezember 1860 in Naumburg; † 5. November 1906 in München) war ein deutscher Genremaler und Aquarellist.
Emil Brack studierte 1878 bis 1883 an der Preußischen Akademie der Künste in Berlin bei Paul Thumann, Otto Knille und Ernst Hildebrand. Seit dem 24. Oktober 1883 setzte er das Studium an der Königlichen Akademie der Künste in München bei Wilhelm Lindenschmit dem Jüngeren fort. Danach besuchte er 1885 die Pariser Académie Julian. Er unternahm auch Studienreisen nach Dänemark und Italien.
Zurück in Deutschland war er seit 1886 in Berlin und seit 1891 in München tätig. Er widmete sich der Genremalerei mit Szenen aus dem Rokoko- und Empiremilieu. Seine Bilder waren äußerst populär, so waren etwa im Kunstverlag Franz Hanfstaengl Reproduktionen von ca. 50 seiner Werke erhältlich.
Er war Mitglied der Münchner Künstlergenossenschaft.